# San Juan De La Peña Y Peña Oroel
San Juan De La Peña Y Peña Oroel este o arie protejată (arie de protecție specială avifaunistică — SPA) din Spania întinsă pe o suprafață de 6.149,25 ha, integral pe uscat.

## Localizare
Centrul sitului San Juan De La Peña Y Peña Oroel este situat la coordonatele 42°30′55″N 0°37′24″W / 42.5152°N 0.623285°V.

## Înființare
Situl San Juan De La Peña Y Peña Oroel a fost declarat arie de protecție specială avifaunistică în iulie 2001 pentru a proteja 67 de specii de animale.

## Biodiversitate
Situată în ecoregiunea mediteraneană, aria protejată nu include niciun habitat protejat.
La baza desemnării sitului se află mai multe specii protejate de  păsări (67): ciocârlie-de-câmp (Alauda arvensis), fâsă de luncă (Anthus pratensis), fâsă de pădure (Anthus trivialis), lăstunul mare (Apus apus), acvilă de munte (Aquila chrysaetos), buha (Bubo bubo), caprimulg (Caprimulgus europaeus), scatiu (Carduelis spinus), șerpar (Circaetus gallicus), porumbel gulerat (Columba palumbus), prepeliță (Coturnix coturnix), cuc (Cuculus canorus), lăstun de casă (Delichon urbica), ciocănitoare neagră (Dryocopus martius), presură galbenă (Emberiza citrinella), presură de grădină (Emberiza hortulana), măcăleandru (Erithacus rubecula), șoim călător (Falco peregrinus), șoimul rândunelelor (Falco subbuteo), cinteză (Fringilla coelebs), cocor (Grus grus), zăgan (Gypaetus barbatus), vulturul pleșuv sur (Gyps fulvus), acvilă pitică (Hieraaetus pennatus), rândunică (Hirundo rustica), capîntortură (Jynx torquilla), sfrâncioc roșiatic (Lanius collurio), sfrâncioc cu cap roșu (Lanius senator), ciocârlie de pădure (Lullula arborea), privighetoare (Luscinia megarhynchos), gaia neagră (Milvus migrans), gaia roșie (Milvus milvus), mierlă de piatră (Monticola saxatilis), cinghiță alpină (Montifringilla nivalis), muscar sur (Muscicapa striata), vultur egiptean (Neophron percnopterus), pietrar mediteranean (Oenanthe hispanica), pietrar sur (Oenanthe oenanthe), grangur (Oriolus oriolus), ciuf-pitic (Otus scops), Perdix perdix hispaniensis, viespar (Pernis apivorus), codroș de munte (Phoenicurus ochruros), codroșul de pădure (Phoenicurus phoenicurus), pitulice de munte (Phylloscopus bonelli), pitulice de munte (Phylloscopus collybita), pitulice-fluierătoare (Phylloscopus trochilus), Prunella collaris, brumăriță de pădure (Prunella modularis), Ptyonoprogne rupestris, Pyrrhocorax pyrrhocorax, sitar de pădure (Scolopax rusticola), turturică (Streptopelia turtur), silvie cu cap negru (Sylvia atricapilla), silvie de zăvoi (Sylvia borin), silvie roșcată (Sylvia cantillans), silvie de câmp (Sylvia communis), Sylvia hortensis, silvie de tufiș (Sylvia undata), Tachymarptis melba, Tetrao urogallus aquitanicus, fluturașul de stâncă (Tichodroma muraria), pănțărușul (Troglodytes troglodytes), sturz-cântător (Turdus philomelos), mierlă gulerată (Turdus torquatus), sturzul de vâsc (Turdus viscivorus), pupăză (Upupa epops).
Pe lângă speciile protejate, pe teritoriul sitului au mai fost identificate 12 specii de plante, 36 de specii de păsări, 7 specii de amfibieni, 5 specii de mamifere, 1 specie de nevertebrate, 2 specii de pești, 2 specii de reptile.